# Steigbachtobel

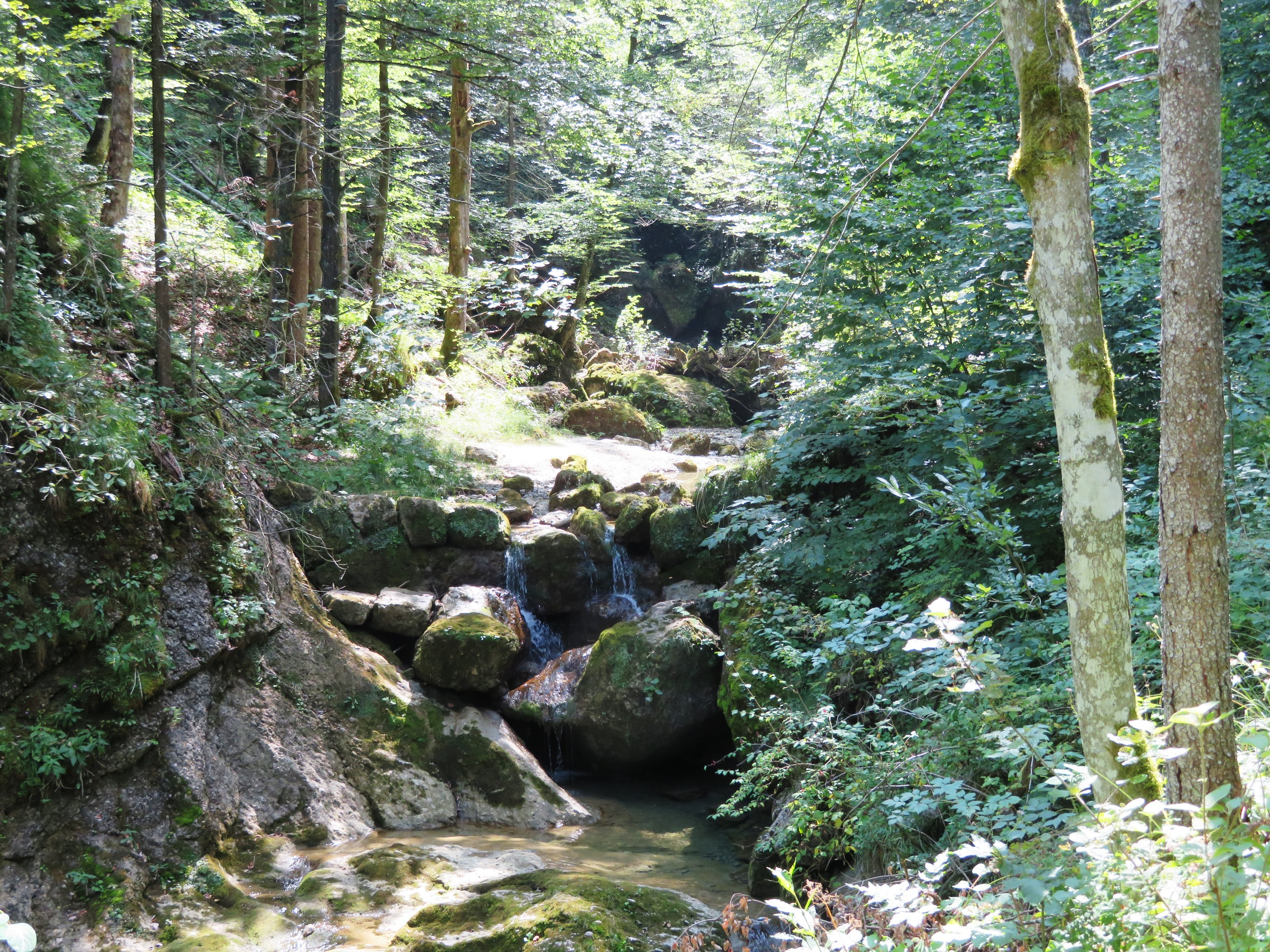
Der Steigbachtobel im trockenen Sommer 2018

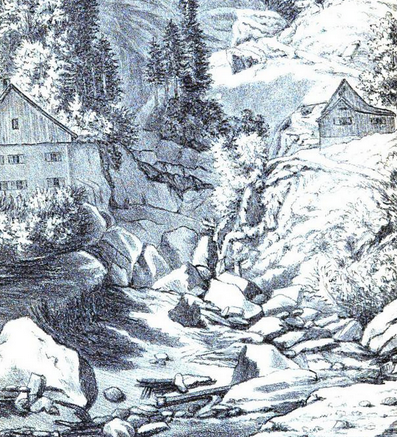
Detail einer Darstellung des Steigbachtobels nach dem Hochwasser von 1873 von Franz Xaver Glötzle

Der Steigbachtobel ist ein Tobel im unteren Teil des Steigbachtals oberhalb von Immenstadt im Allgäu an der nordwestlichen Seite des Mittagbergs.

## Lage
Der als Geotop ausgewiesene Tobel gleicht den Höhenunterschied zwischen dem Illertal und dem Steigbachtal aus. Letzteres ist ein sogenanntes Hängetal, d. h., es ist weniger stark eingetieft als das übergeordnete Haupttal. Dieses Haupttal, das Illertal, wurde in der letzten Eiszeit durch den großen Illergletscher übertieft. Im Steigbachtobel, der zum Naturpark Nagelfluhkette gehört, finden sich Zeugen eines Ur-Iller-Flusssystems: Dort sind Schichten der Unteren Süßwassermolasse aufgeschlossen. Sie werden als die Höheren Steigbachschichten bezeichnet. Während des Tertiärs wurden die Molassegesteine in einem Trog auf dem Gebiet des heutigen Alpenvorlands abgelagert.
Die Lage des Steigbachtals und -tobels beschrieb Benno Rauchenegger im Jahr 1873 wie folgt: „Das obere Steigbachthal ist ein Hochthal von etwa 1 1/2 Stunden Länge, welches im Hintergrunde von einem Querriegel, der die Wasserscheide zwischen Iller und Bodensee bildet, dann dem Nordostfuße des Stuiben, dem Steineberg und dem Horn geschlossen wird. An den Steineberg reiht sich der Mittagberg, welcher das Thal bei seiner Ausmündung bedeutend einengt, wodurch eine Art Klamm - der Steigbachtobel - entstanden ist.“

## Erschließung
Ein mit zahlreichen Stufen ausgebauter Tobelweg auf der orographisch linken Seite des Bachs führt etwa vom Immenstadter Ortsrand, wo man den Tobel auf der Sepp-Gammel-Brücke überqueren kann, bis zum „hilze Kappelle“, das um 1800 erbaut wurde und in dem sich eine Statue des heiligen Wendelin befindet.
Parallel zum Tobelweg verlaufen ein Wanderweg, der im Winter als Rodelbahn dient, und ein für den öffentlichen Verkehr gesperrter Fahrweg.
Oberhalb der hölzernen Kapelle befindet sich eine weitere Brücke über den Tobel.
Weiter oben am Steigbachtal liegen der Berggasthof Almagmach und die Alpe Gund. Der untere Teil des Tobels wurde im Jahr 2006 durch einen mit Hochwasser einhergehenden Bergrutsch zum Teil zerstört.

## Bauten und Denkmäler

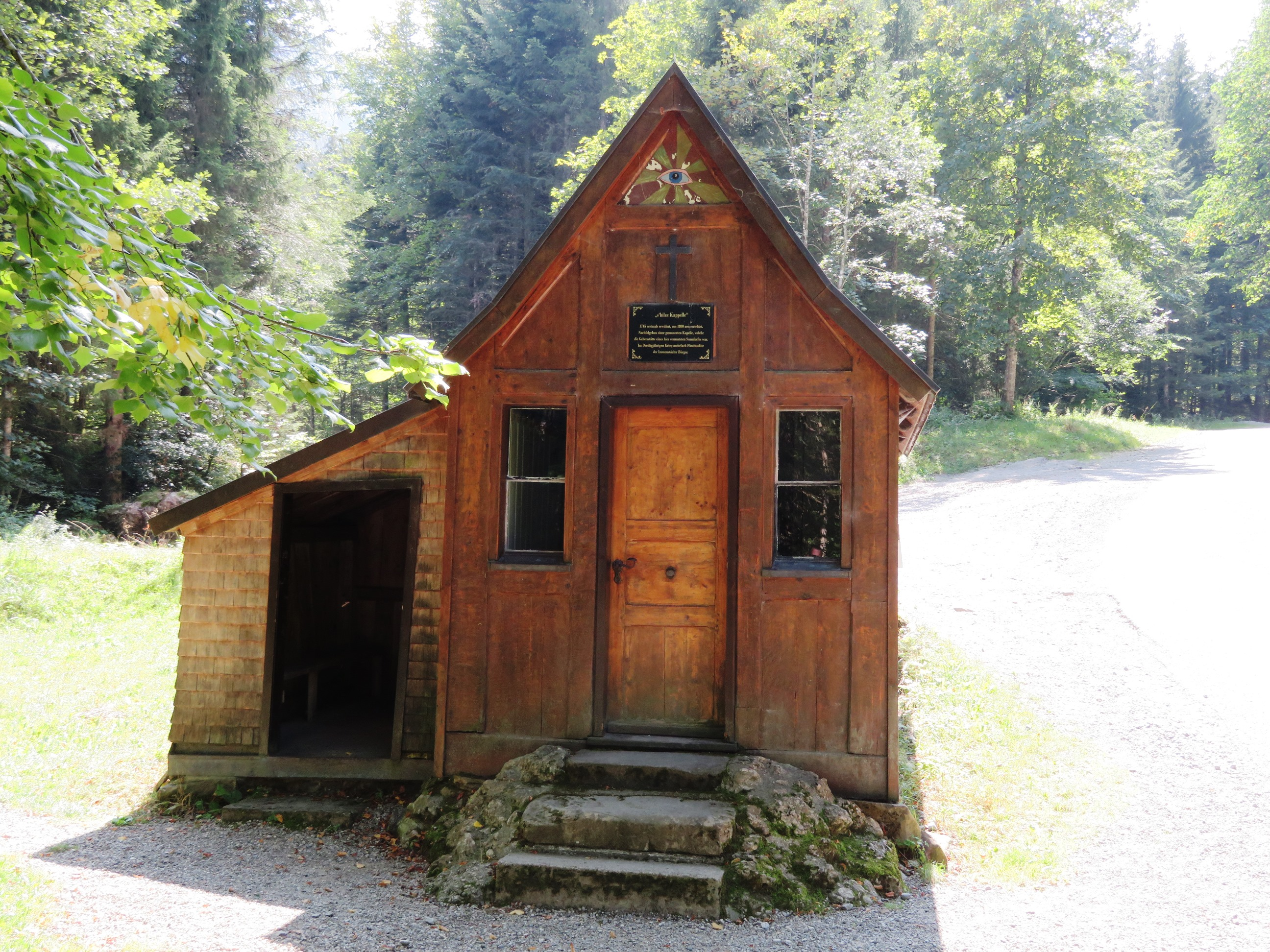
Das „hilze Kappelle“

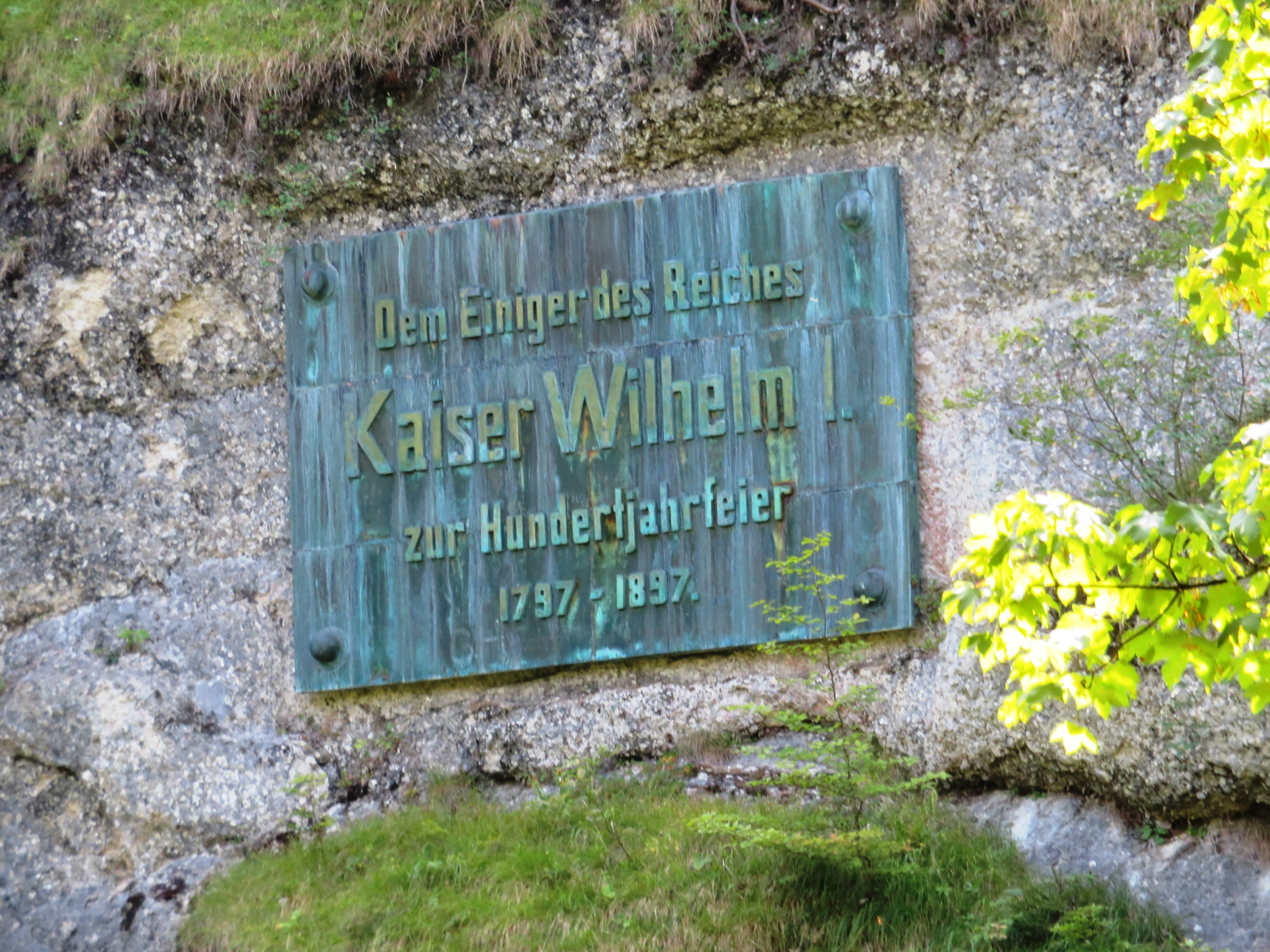
Die Kaiser-Wilhelm-Gedächtnistafel

Etwas unterhalb der denkmalgeschützten hölzernen Kapelle steht auf einem exponierten Nagelfluhfelsen ein Kruzifix und in den Felsen ist ein Bild eingearbeitet.
In einer der Felswände auf der orographisch rechten Seite des Tobels erinnert eine Kupfertafel mit Inschrift an Wilhelm I. Sie wurde am 19. September 1897 anlässlich des 100. Geburtstags des Kaisers eingeweiht. Die 350 kg schwere Tafel, die 1205 Reichsmark kostete, wurde durch Spenden finanziert. Immenstadt hatte Grund, Wilhelm I. dankbar zu sein, da dieser nach einer Hochwasserkatastrophe finanzielle Hilfe geleistet hatte. Im Tag- und Anzeigblatt für Stadt und Land vom 11. August 1873 wurde eine vorläufige Bilanz gezogen, nach der es acht Tote und zwei Vermisste gegeben hatte und etwa 100 Wohnhäuser sowie 60 Nebengebäude beschädigt oder ganz zerstört worden waren. Ferner wurden laut diesem Bericht sieben Brücken weggerissen und die städtische Wasserleitung beschädigt. „Wie bedeutend die Gewalt des fluthenden Wassers war, geht aus folgendem hervor. Im Steigbachtobel wurde ein Stein mit einem ungefähren Kubikinhalt von 1000 Kubikfuß und einem Gewicht von 1200 Centnern von seiner Stelle gerückt. Steine bis zu 200 Centner schwer riß das wüthende Element mit sich fort. Die Geröll und Schlammassen, welche das Wasser abwärts führte, sind so bedeutend, daß weite Strecken des Flußbettes 20–25 Fuß hoch mit Geröll bedeckt wurden [...] wie hoch der Gesammtschaden sich beläuft, kann noch nicht mit Genauigkeit angegeben werden. Derselbe wird eine halbe Million Gulden übersteigen.“